# Área arqueológica do Conhal

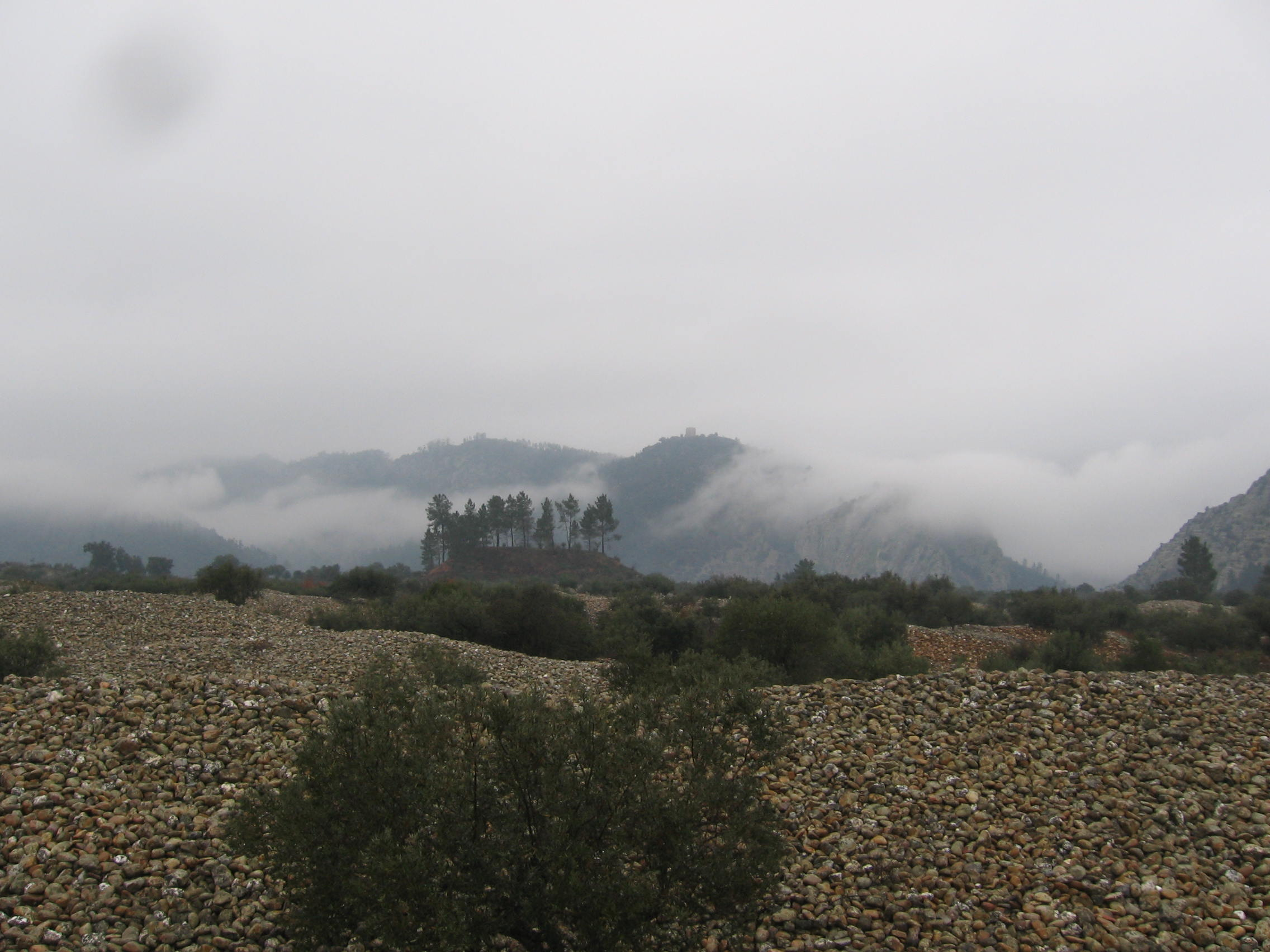
O Castelejo, com vegetação arbórea, destaca-se no meio dos amontoados de conhos

A Área Arqueológica do Conhal, também referida como Conhal do Arneiro, localiza-se no topo norte da freguesia de Santana, no Município de Nisa, Distrito de Portalegre, no Alentejo, em Portugal.
Ocupa mais de 90 hectares delimitados pelo ribeiro do Arneiro, pela margem esquerda do Tejo e pelas Portas de Ródão (Serra das Talhadas).

## História
Esta área apresenta indicadores de uma actividade mineira antiga de exploração de jazigos secundários de ouro situados em terraço fluvial, que atingiu o auge no período romano, mas terá continuado em menor escala em épocas subsequentes.
A exploração das formações sedimentares auríferas foi feita por acção hidráulica (ruina montium ou arrugia). A água utilizada no desmonte e posterior lavagem dos sedimentos e evacuação dos estéreis seria transportada desde a ribeira de Nisa em canal ou canais (corrugi) escavados nas encostas da serra das Talhadas (ou serra de São Miguel) até depósitos (piscinae ou stagna) situados a montante das formações a desmontar.
Os amontoados cónicos de grandes calhaus rolados – conhos – retirados manualmente dos canais de lavagem (agogae), e que podem atingir mais de cinco metros de altura, constituem o indicador mais visível desta actividade mineira. Subsiste ainda, próximo do extremo norte do conhal, o Castelejo, um relevo de 15 metros de altura que ocuparia uma posição central entre os canais de evacuação.